# Brussels Affair (Live 1973)
| Recensione            | Giudizio |
| --------------------- | -------- |
| Allmusic              |          |
| Uncut                 | [ 1 ]    |
| Vice (Expert Witness) | [ 2 ]    |

Brussels Affair (Live 1973) è un album live del gruppo rock britannico The Rolling Stones, pubblicato nel 2011.
L'album fu registrato durante l'European Tour 1973, in promozione dell'album Goats Head Soup.
Nel 1973 i Rolling Stones erano stati banditi dalla Francia a causa di una pendente imputazione per droga a carico di Keith Richards, Bobby Keys ed Anita Pallenberg. La band decise quindi di organizzare un concerto a Bruxelles per il pubblico francese; la stazione radiofonica RTL Radio affittò appositamente un treno per i fan transalpini.

## Descrizione
L'album venne compilato da due concerti (principalmente dal secondo show) registrati a Bruxelles presso la Forest National Arena mercoledì 17 ottobre 1973, durante l'European Tour. Inizialmente il disco fu distribuito esclusivamente come digital download attraverso Google Play Music il 18 ottobre 2011 negli Stati Uniti ed attraverso il sito internet Rolling Stones Archive nel resto nel mondo.
Nel 2015 Brussels Affair (Live 1973) è stato pubblicato anche in formato fisico su doppio CD con allegato un CD/DVD bonus intitolato Marquee Club (live 1971) (Deluxe limited edition; Ward Records / Eagle Vision). Nel 2020 le stesse 15 tracce incluse in Brussels sono state inserite nelle edizioni Super Deluxe (3 CD + Blu-ray; Polydor / Rolling Stones Records 088 503-2) e Deluxe (4 LP; Polydor / Rolling Stones Records 089 398-1) della ristampa di Goats Head Soup.
Il titolo dell'album è lo stesso di diverse celebri registrazioni bootleg ampiamente conosciute. Le edizioni più famose consistono principalmente nel primo spettacolo (con Starfucker omessa a causa del suo testo osceno) e diverse tracce bonus (Gimme Shelter, Happy, Doo Doo Doo Doo Doo (Heartbreaker) e Street Fighting Man) aggiunte dallo spettacolo di martedì 9 settembre 1973 a Londra. La versione ufficiale distribuita nel 2011 è ricavata dal secondo show di Bruxelles; tuttavia, Brown Sugar, Midnight Rambler e l'assolo di chitarra presente in All Down the Line provengono dal primo show.

## Spezzoni del concerto
L'8 settembre 2020 alcuni spezzoni del filmato del concerto relativo all'album live è stato ufficialmente diffuso per la prima volta, in qualsiasi formato, su servizi di streaming come YouTube. I video sono brevi clip che continuano a ripetersi durante la riproduzione dell'album dal vivo.

## Tracce
1. Brown Sugar – 3:54
2. Gimme Shelter – 5:31
3. Happy – 3:13
4. Tumbling Dice – 5:02
5. Starfucker (Star Star) – 4:15
6. Dancing with Mr. D. – 4:36
7. Doo Doo Doo Doo Doo (Heartbreaker) – 5:01
8. Angie – 5:13
9. You Can't Always Get What You Want – 10:57
10. Midnight Rambler – 12:49
11. Honky Tonk Women – 3:10
12. All Down the Line – 4:19
13. Rip This Joint – 2:24
14. Jumpin' Jack Flash – 3:26
15. Street Fighting Man – 5:13

Durata totale: 79:03

## Formazione
The Rolling Stones
- Mick Jagger – voce solista, armonica a bocca
- Keith Richards – chitarra, voce
- Mick Taylor – chitarra, slide guitar
- Bill Wyman – basso
- Charlie Watts – batteria

Musicisti aggiuntivi
- Billy Preston – piano, organo, clavinet, voce
- Steve Madaio – tromba, flicorno[6]
- Trevor Lawrence – sassofono[6]

Personale tecnico
- Bob Clearmountain – mixing